# Scopula plionocentra
Scopula plionocentra là một loài bướm đêm trong họ Geometridae.